# IC 3802
IC 3802 је појединачна звијезда у сазвјежђу Ловачки пси која се налази на листи објеката дубоког неба у Индекс каталогу.
Деклинација објекта је + 38° 14' 49" а ректасцензија 12h 48m 42,5s.